# Józef Kalinowski (polityk)

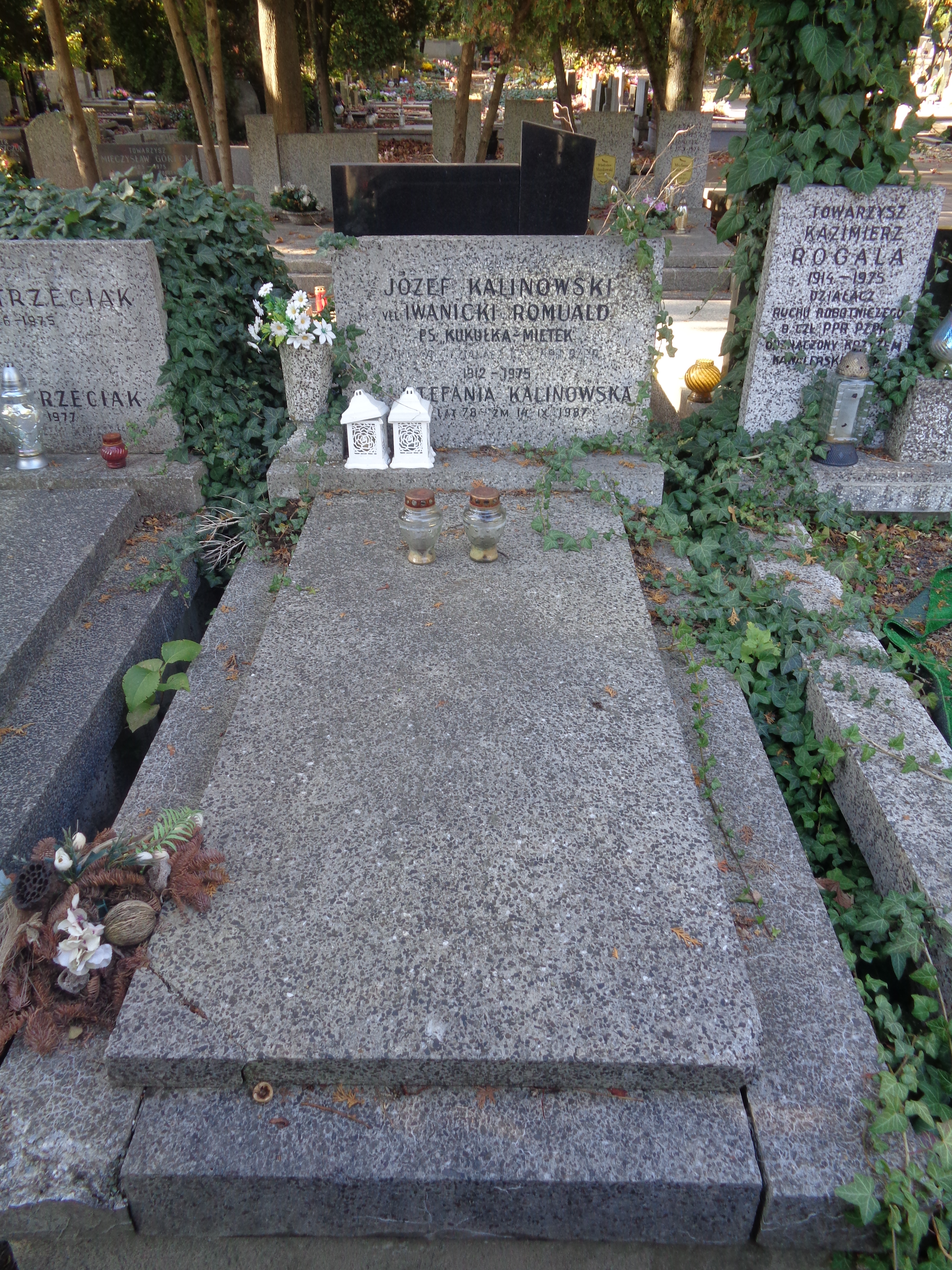
Grób Józefa Kalinowskiego na Cmentarzu Wojskowym na Powązkach

Józef Kalinowski, właśc. Romuald Iwanicki, ps. „Mietek”, „Kukułka” (ur. 1 sierpnia 1912 w Płocku, zm. 21 listopada 1975 w Warszawie) – działacz komunistyczny, I sekretarz Komitetu Wojewódzkiego (KW) PPR w Kielcach 1945–1946, I sekretarz KW PPR/PZPR w Rzeszowie 1947–1949, I sekretarz KW PZPR w Lublinie 1951–1953, poseł do KRN i Sejm PRL I kadencji, zastępca członka, a następnie członek KC PZPR, kierownik Biura Ogólnopolskiego Komitetu FJN 1953–1965.

## Życiorys
Syn działacza KPP Romana Iwanickiego. Ukończył włocławską szkołę powszechną, później terminował u tokarza. Od 1930 członek Komitetu Miejskiego (KM) KZMP. 31 sierpnia 1931 aresztowany za kolportaż odezw komunistycznych w Płocku. Od 1932 sekretarz komórki KZMP w Płocku i członek KPP. 3 lutego 1933 zatrzymany przez policję podczas rozklejania plakatów komunistycznych i skazany na 1,5 roku więzienia, zwolniony w sierpniu po apelacji. Został członkiem KM KPP w Płocku i egzekutywy MOPR. Został instruktorem Wydziału Rolnego Komitetu Okręgowego (KO) KPP Płock-Ciechanów i agitatorem wśród chłopów. W 1936 trzykrotnie aresztowany za organizowanie strajków, a 14 stycznia 1937 osadzony w Berezie Kartuskiej (do kwietnia 1937). Przy pomocy Jana Turlejskiego wyrobił fałszywe dokumenty na nazwisko Józef Kalinowski, którym odtąd się posługiwał. Od listopada 1939 w Warce, gdzie w 1940 przystąpił do grupy komunistycznej w fabryce. Od wiosny 1942 w PPR, organizował jej struktury w powiecie grójeckim, łowickim i żyrardowskim. Od 1 lutego 1943 sekretarz KO KPP Warszawa-Lewa Podmiejska, a od października 1943 -Prawa Podmiejska. 26 lutego 1945 został sekretarzem wojewódzkim PPR w Kielcach a 3 maja 1945 posłem do KRN, w 1952 wybrany posłem na Sejm PRL z okręgu Zamość. W grudniu 1945 na I Zjeździe PPR został zastępcą członka KC PPR.
25 września 1946 w związku z postawą podczas pogromu kieleckiego przeniesiony na stanowisko II sekretarza KW. Na plenum KC na przełomie sierpnia i września 1948 opowiedział się zdecydowanie za Bierutem, atakując Gomułkę i Bieńkowskiego. Od 17 marca 1947 do 4 października 1949 sekretarz wojewódzki partii w Rzeszowie. Delegat na Zjazd Zjednoczeniowy PPR i PPS (I Zjazd PZPR). Po ukończeniu w 1951 Szkoły Partyjnej przy KC PZPR został I sekretarzem KW PZPR w Lublinie. Odpowiadał za stosowanie przymusu podczas kolektywizacji, w związku z czym 16 października 1953 został odwołany. Wkrótce został kierownikiem Biura Ogólnopolskiego Komitetu FJN. Na III Zjeździe PZPR w 1959 został członkiem KC. Od 1966 na rencie dla zasłużonych. Był żonaty ze Stefanią z domu Buczek (1909–1987).
Zmarł w Warszawie. Pochowany na Cmentarzu Wojskowym na Powązkach (kwatera D33-4-3).

## Ordery i odznaczenia
- Order Sztandaru Pracy I klasy
- Krzyż Komandorski z Gwiazdą Orderu Odrodzenia Polski
- Krzyż Partyzancki
- Medal za Warszawę 1939–1945 (17 stycznia 1946)[2]